# Anselme (évêque d'Aoste)
Pour les articles homonymes, voir Anselme, Saint Anselme et Anselme d'Aoste.
Anselme d'Aoste, mort le 16 janvier 1026, est un ecclésiastique valdôtain, évêque d'Aoste de 994 à 1021/22/25 (?).

## Biographie

### Origine
L'origine familiale d'Anselme (Anselmus, Anselmo) est conjecturale. Marie-José de Belgique considère qu'il est le fils d'un « comte du Valais ». Il serait ainsi le fils et homonyme du vir illustris Anselme abbé laïc de l'Abbaye territoriale de Saint-Maurice d'Agaune, filiation retenue notamment par le site de généalogie Foundation for Medieval Genealogy. Les historiens anciens le nomment « Anselme III » en lui attribuant deux prédécesseurs l'un douteux selon Aimé-Pierre Frutaz :  Anselme Ier, « mort le 16 janvier 940 » selon l'obituaire de la collégiale de Saint-Ours ; l'autre fictif, Anselme II vers 950.
Aimé-Pierre Frutaz indique enfin que le roi Conrad le Pacifique eut d'une concubine nommée Aaldui ou Aldiud un fils Burchard II, archevêque de Lyon (979-1030/1031),,. Aaldui s'unit ensuite légitimement avec un certain Anselme d'où trois fils : Anselme, futur évêque d'Aoste, Burchard, archevêque de Vienne (1001-1032) et un certain Ulric ou Udalric (Odolricus), marié à Giselda,,,. Il aurait également pour sœur, Ancilie (pl), qui serait devenue, selon certaines hypothèses, l'épouse du comte Humbert, à l'origine de la dynastie des Humbertiens,,,.
Son demi-frère, Burchard II, serait donc demi-frère de Rodolphe III, futur roi de Bourgogne.

### Épiscopat
Anselme est un membre de l'aristocratie du royaume de Bourgogne, sous le règne de Rodolphe III de Bourgogne. Il accède au siège d'Aoste en 994 dans des circonstances inconnues. Contrairement à ce qu'avance l'Abbé Henry il est improbable que l'évêque soit aussi comte d'Aoste et que Humbert ait été initialement son « lieutenant et vicomte ». L'acte de 923 attribué à Anselme Ier « episcopus Augustensis ecclesie et comes » est désormais reconnu comme un faux du milieu du XIe siècle. L'abbé Henry précise qu'Anselme aurait mérité le titre de « Père de la Patrie » du fait de la qualité de son administration temporelle et qu'avec les évêques des diocèses voisins ils étaient appelés « princes du Royaume » en 1002.
En fait, le comte Humbert actif dans la vallée d'Aoste de 1024 à 1040, semble avoir été l'époux d'Ancilie, sœur de l'évêque et il implante son autorité dans la vallée d'Aoste avec l'appui de son fils Burcard d'Aoste dans un premier temps en 1022 coadjuteur de son oncle maternel, puis lui-même évêque d'Aoste jusqu'en 1033,. Laurent Ripart (2008) considère que dès 1021-1022 Burcard l'a remplacé sur le siège épiscopal.
Il est dit présent aux conciles d'Anse, près de Lyon, en tant qu'évêque, de 990 (probablement le même que le suivant), de 994, ainsi que celui de celui de 1025. Toutefois, l'existence de ce second concile est remise en cause.
Il est en outre présent dans plusieurs actes : le 1er juillet 1003, lors de la cession d'un bien avec Burchard II de Lyon, archevêque de Lyon, qui est son frère utérin,. Le 10 février 1005, lors d'un échange de biens avec ce même Burchard. Le 26 août 1011, il signe dans un diplôme délivré par le roi Rodolphe III.
Rodolphe III l'investit du comté du Val d'Aoste, avant novembre 1023.
Le dernier document le concernant est daté du 17 juin 1025, il semble qu'il meurt au début de l'année suivante le 16 janvier comme le relève le nécrologe de la Collégiale de Saint-Ours : « XVII Kal. Feb. Ob. Anselmus Episcopus Augustensis qui nostram contruxit ecclesiam »,.